# Anton Semljanuchin
Anton Alexandrowitsch Semljanuchin (russisch Антон Александрович Землянухин; * 11. Dezember 1988 in Kant, Kirgisische SSR, UdSSR) ist ein kirgisisch-kasachischer Fußballspieler.

## Karriere

### Verein
In seiner bisherigen Profikarriere stand Anton Semljanuchin bei insgesamt 17 Vereinen in sechs Ländern unter Vertrag. In seiner Heimat gewann er mit Abdish-Ata Kant dreimal den kirgisischen Pokal und mit dem FK Dordoi Bischkek zweimal die nationale Meisterschaft sowie einmal den Superpokal. Außerdem gewann Semljanuchin in der Spielzeit 2013 mit dem FK Aqtöbe den Meistertitel in Kasachstan und bestritt jeweils drei Partien in der Qualifikation zur UEFA Europa League für den FK Aqtöbe sowie im AFC Cup für den FK Dordoi Bischkek.

### Nationalmannschaft
Anton Semljanuchin ist seit 2007 Mitglied der Kirgisischen A-Nationalmannschaft und erzielte bisher dreizehn Tore in 32 Länderspielen. Bis zum 11. Juni 2021 war er damit Rekordtorschütze seiner Mannschaft, ehe ihn Mirlan Mursajew im überholte.

## Erfolge
- Kirgisischer Pokalsieger: 2007, 2009, 2011
- Kasachischer Meister: 2013
- Kirgisischer Meister: 2019, 2020
- Kirgisischer Superpokalsieger: 2019